# Thor Ericsson
Thor Ericsson (Gotemburgo, 9 de octubre de 1885 – Gotemburgo, 20 de abril de 1975) fue un futbolista sueco que jugó como mediocampista. Representó a Örgryte IS con quien ganó tres Campeonatos Suecos. Hizo cuatro apariciones para el equipo nacional de Suecia entre 1908 y 1910. Su nombre a veces se escribe como Thor Eriksson.
Ericsson fue uno de los jugadores que participó en el primer partido de fútbol internacional de Suecia, que se jugó contra Noruega en Gotemburgo el 12 de julio de 1908. Los suecos ganaron el partido 11-3 en el que Eriksson jugó como lateral izquierdo (centrocampista). Durante los años 1908-1910, hubo un total de 4 partidos internacionales (0 goles).
Ericsson fue seleccionado como reserva en el equipo de fútbol sueco para los Juegos Olímpicos de Verano de 1908 en Londres. Sin embargo, no tuvo tiempo de juego en ninguno de los dos partidos de Suecia.

## Honores
Sociedad Deportiva Örgryte
- Campeón Sueco: 1906, 1907, 1909.[6]